# Dystrykt Mumbwa
Dystrykt Mumbwa – dystrykt w środkowej Zambii w Prowincji Centralnej. W 2000 roku liczył 158 861 mieszkańców (z czego 50,23% stanowili mężczyźni) i obejmował 26 138 gospodarstw domowych. Siedzibą administracyjną dystryktu jest Mumbwa.